# Crepidostomum cornutum
Crepidostomum cornutum är en plattmaskart. Crepidostomum cornutum ingår i släktet Crepidostomum och familjen Allocreadiidae. Inga underarter finns listade i Catalogue of Life.